# Battaglia di Vjaz'ma
La battaglia di Vjaz'ma fu combattuta il 3 novembre 1812 all'inizio della ritirata napoleonica da Mosca. In questo scontro la retroguardia della Grande Armata fu sconfitta dai russi comandati dal generale Michail Andreevič Miloradovič. Nonostante i francesi abbiano respinto il tentativo di Miloradovič di accerchiare e distruggere il corpo di Louis Nicolas Davout, si ritirarono in parziale disordine dopo aver subito pesanti perdite a causa dei continui attacchi russi.
La sconfitta francese a Vjaz'ma non fu decisiva, ma fu comunque importante a causa dell'impatto sulla ritirata della Grande Armata.

## Contesto storico
Due settimane prima della battaglia di Vjaz'ma, Napoleone Bonaparte iniziò la ritirata da Mosca dato che la città era isolata in pieno territorio nemico, e quindi non era adatta per passarvi l'inverno. L'obiettivo di Napoleone a questo punto della ritirata era quello di guidare la Grande Armata a Smolensk, circa 400 km ad ovest di Mosca. La campagna sarebbe stata ripresa la primavera successiva.
I francesi partirono da Mosca il 18 ottobre e, trovando bloccata la strada per Smolensk in seguito alla battaglia di Malojaroslavec (24 ottobre), furono obbligati ad utilizzare la strada della precedente avanzata verso la capitale russa. Dato che il territorio circostante era stato economicamente rovinato dalle precedenti campagne, la ritirata impose ai francesi condizioni estreme. La mancanza di cibo portò presto alla demoralizzazione ed al disordine.
Il 3 novembre, giorno della battaglia di Vjaz'ma, la Grande Armata in ritirata era diventata una colonna lunga 100 km. Il punto più avanzato della ritirata, l'VIII corpo di Junot, si trovava a Dorogobuž, mentre il I corpo di Davout fungeva da retroguardia poco ad est di Vjaz'ma. Tra i due punti, andando da ovest ad est, si trovava la guardia imperiale, le truppe di Gioacchino Murat, il III corpo di Michel Ney, il V corpo di Poniatowski e il IV corpo di Eugenio.
A questo punto la ritirata francese fu colpita da continui assalti cosacchi, ed in particolare gli uomini di Davout furono bombardati da attacchi russi. Il 2 novembre Napoleone era insoddisfatto della gestione operata da Davout nella retroguardia, ed ordinò a Ney di fermarsi a Vjaz'ma per permettere ad Eugenio, Poniatowski e Davout di superarlo, assumendo poi il compito di retroguardia.
Nel frattempo i russi si erano organizzati in tre gruppi durante l'inseguimento. Il primo gruppo, che seguiva da vicino Davout, era di 5000 cosacchi comandati da Matvej Ivanovič Platov. Questo gruppo era supportato dai 4000 uomini della 26ª divisione del generale Ivan Fëdorovič Paskevič. Poco a sud si trovava il generale Miloradovič con il II ed il IV corpo di fanteria, circa 14 000 soldati in tutto, ed il II e III di cavalleria composto da 3500 cavalieri. Miloradovič  coordinò le attività di tutte queste truppe, comprese quelle di Platov e Paskevič. Il corpo principale dell'esercito russo guidato da Michail Illarionovič Kutuzov, circa 70 000 uomini, marciava più a sud.
La sera del 2 novembre, durante una ricognizione a sud della strada Smolensk-Mosca, Miloradovič e i suoi comandanti di cavalleria Korff e Sievers notarono un buco tra gli uomini di Davout, situati ad est a Fedorovskoe, e quelli di Eugenio e Poniatowski, ad ovest poco fuori Vjaz'ma. Riconoscendo la possibilità di isolare e distruggere Davout, l'aggressivo Miloradovič scelse di attaccare all'alba del giorno seguente.

## Battaglia

### Attacchi della cavalleria russa
Alle 8 del mattino del 3 novembre la cavalleria di Miloradovič attaccò la disorganizzata colonna francese occupando la strada che separava Davout da Eugenio e Poniatowski. Miloradovič ordinò anche alla propria artiglieria, posta su una vicina altura, di iniziare a bombardare. L'attacco fu un totale successo, catturò il convoglio del IV corpo francese e sparse le truppe nemiche. Miloradovič pose l'artiglieria di fanteria e cavalleria lungo la strada, tagliando fuori Davout dal resto dell'esercito.
Contemporaneamente all'attacco di Miloradovič al fianco occidentale di Davout, i Cosacchi di Platov lo attaccarono da est, sostenendo le truppe di Paskevič. La fanteria di Davout formò quadrati per affrontare l'attacco di Platov e Paskevič, e l'artiglieria fu disposta per rispondere al fuoco di Miloradovič. I 14000 soldati di Davout, esausti ed indeboliti dalla fame, si trovarono sul punto di essere distrutti dai russi.

### Contrattacco di Eugenio
Fortunatamente per Davout, vi era una pecca nel piano d'attacco russo, ed era il fatto che la cavalleria aveva attaccato la strada Vjaz'ma-Fedorovskoe in mattinata senza il pieno sostegno del II e IV corpo di fanteria (guidati rispettivamente da Eugenio del Württemberg e dal generale Ostermann-Tolstoj), situati a sud e non in grado di raggiungere il campo di battaglia prima delle 10, ovvero due ore dopo l'inizio delle ostilità. Miloradovič, temendo che il divario tra Davout e gli altri francesi si sarebbe potuto chiudere prima della fine, decise di lanciare l'attacco di cavalleria senza il necessario bilanciamento di fanteria. Senza il necessario numero di fanti a garantire la difesa della strada Vjaz'ma-Fedorovskoe, la cavalleria di Miloradovič era vulnerabile ad un contrattacco francese.
A questo punto la situazione per Davout cambiò in meglio. La sua fanteria ad est respinse Platov e Paskevič grazie al disciplinato fuoco dei moschetti. Eugenio sentì il fuoco dei cannoni nei pressi della posizione di Davout nella retroguardia, ed ordinò immediatamente ai suoi uomini di contrattaccare Miloradovič e riprendere possesso della strada.
L'assalto di Eugenio piombò sulla retroguardia di Miloradovič posta di fronte a Davout. L'attacco fu condotto da due divisioni italiane di Eugenio, da una di polacchi di Poniatowski e da un singolo reggimento inviato da Ney, il cui III corpo si trovava sulle alture nei pressi di Vjaz'ma. Davout, vedendo l'arrivo dei rinforzi, mandò la fanteria all'attacco. La cavalleria di Miloradovič ed i suoi pochi fanti furono attaccati da est e da ovest, e furono colpiti anche dall'artiglieria francese, trovandosi obbligati a ritirarsi dalla strada. Grazie al contrattacco di Eugenio si ricreò un passaggio sulla strada Vjaz'ma-Fedorovskoe, il che permise la ripresa della ritirata di Davout.

### Miloradovič riposiziona le proprie truppe
A questo punto i russi erano stati completamente respinti. Miloradovič ordinò ai suoi uomini di ridisporsi parallelamente alla strada. Riprese una violenta raffica di cannonate contro Davout, mentre questo si ritirava a Vjaz'ma. L'artiglieria di Davout non era in grado di rispondere al fuoco russo, e tra le sue file si diffuse il panico.
Louis Philippe, conte di Ségur, che osservò l'azione dal punto di vista francese, descrive così questo momento:
I danni provocati dall'artiglieria russa alle truppe di Davout furono tali da obbligarli ad abbandonare la strada, fuggendo in campo aperto nella fretta di ripararsi dietro Eugenio. Alle 10, quando giunse il resto della fanteria di Miloradovič, gli uomini di Davout erano al riparo dietro Eugenio.
Gli uomini di Eugenio, pressati dai russi, furono obbligati a ritirarsi a loro volta. Il generale Robert Wilson, inglese che aveva osservato l'azione dal lato russo, descrive così il combattimento:
Secondo Segur, il cannoneggiamento ed i moschetti russi, a questo punto, erano "spaventosamente efficaci".
Alle 14 Davout, Eugenio e Poniatowski tennero una riunione, e decisero che non era possibile vincere data la disorganizzazione dilagante a causa dell'aggressività russa. Ben presto i tre corpi francesi si ritirarono dentro Vjaz'ma.
Prima che i tre corpi francesi raggiungessero una posizione sulle alture protette da Ney, Miloradovič chiese urgenti rinforzi a Kutusov, capendo che i francesi erano vulnerabili e che c'era l'opportunità per una grande vittoria. Kutusov, non vicino alla battaglia (era a circa 30 km di distanza), mandò solo i 3000 corazzieri del generale Uvarov.

### Assalto finale russo a Vjaz'ma
Alle 16 la battaglia aveva raggiunto la città di Vjaz'ma, che a questo punto era consumata dalle fiamme. La fanteria del generale Grigorij Čoglokov (del gruppo di Ostermann-Tolstoj) ed i distaccamenti dei Cosacchi di Platov erano impegnati in duri combattimenti con i francesi per le vie di Vjaz'ma. I francesi erano pressati, e dovettero battersi disperatamente per tenere lontano i russi mentre abbandonavano la città.
Alle 20 la battaglia si era conclusa. Gli uomini di Davout, Eugenio e Poniatowski si erano ritirati ad ovest di Vjaz'ma, sconfitti ma salvi. La retroguardia di Ney fu l'ultima ad abbandonare la città, subendo pesanti perdite in un ultimo scontro di baionette con i granatieri russi.
Per potersi coprire la ritirata i francesi incendiarono buona parte della città, causando molti feriti e caduti da ambo le parti. Peggio ancora, si dice che i francesi abbiano bloccato civili e prigionieri russi negli edifici prima di incendiarli. Le truppe russe che stavano invadendo la città riuscirono a salvare alcuni dei loro uomini.
Quella sera gli uomini di Ney rimasero nei sobborghi occidentali di Vjaz'ma per bloccare i russi. Data l'aggressività russa, comunque, secondo Caulaincourt anche Ney dovette "continuare la ritirata prima dell'alba per non rischiare la perdita dei propri soldati".
Il giorno seguente, ritirandosi lungo una strada piena di incendi e carri rovesciati, Ney inviò una serie di duri resoconti a Napoleone, raccontando in dettaglio la sconfitta subita.

## Conseguenze

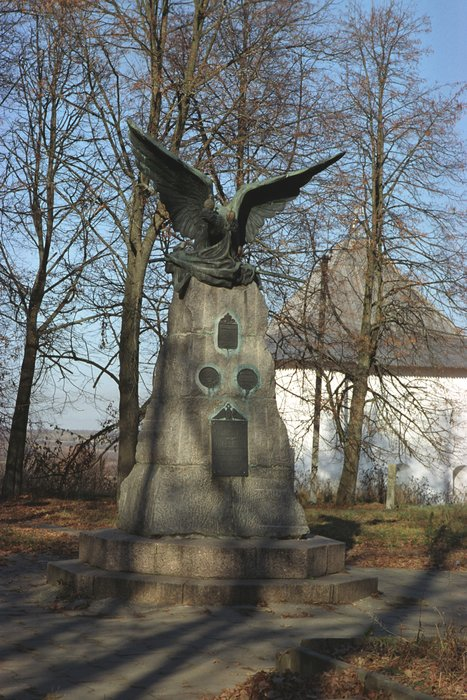
L'aquila bicipite russa vola sulla bandiera di Napoleone. Monumento a Vjaz'ma che commemora la vittoria russa su Napoleone

La battaglia di Vjaz'ma rappresentò una sconfitta per la retroguardia della Grande Armata, dato che i francesi persero in battaglia dai 6000 agli 8000 uomini, compresi 4000 rimasti prigionieri dei russi. Lo shock dell'assalto russo tolse compattezza alle unità francesi, e l'ordine non fu più restaurato. Questi uomini disorganizzati divennero facili bersagli per i raid cosacchi dei giorni seguenti.
Il generale Armand de Caulaincourt, famoso memorialista che partecipò agli eventi del 1812 tra le file francesi, sintetizzò con queste meste parole gli effetti di Vjaz'ma sul proprio esercito:
I caduti russi a Vjaz'ma furono non meno di 1800 tra morti e feriti, su un totale di 26500 soldati coinvolti.